# Estación de Huamantla
La Estación Huamantla fue una estación ferroviaria ubicada en la ciudad de Huamantla en el estado mexicano de Tlaxcala. Por ella corría el antiguo Ferrocarril Mexicano para la ruta Terminal del Valle-Veracruz. Se encuentra protegido por Instituto Nacional de Antropología e Historia (INAH) como patrimonio cultural ferrocarrilero.

## Historia
Su construcción estuvo bajo la administración del antiguo Ferrocarril Mexicano, a través de las autorizaciones por parte de la Compañía del Ferrocarril de la Ciudad de México a Veracruz.
La primera concesión fue el 27 de noviembre de 1867, revalidada en las concesiones proporcionadas por los decretos del 31 de agosto de 1857 y 5 de abril de 1861.